# Id Tech 5
id Tech 5 é um motor de jogo criado pela id Software, seguindo os seus predecessores, Id Tech 1, 2, 3 e 4, e sucedido pelos motores Id Tech 6 e 7. O motor foi primeiramente apresentado ao público em 2007 na QuakeCon por John Carmack (chefe executivo da id Software) num computador Apple Macintosh de oito núcleos, porém a demo usou apenas um núcleo com implementação OpenGL com a ajuda de uma placa de vídeo Quadro 7000 de 512 MB de memória.
Durante uma entrevista com John Carmack indicou um eventual lançamento do novo engine em open-source, e que isso provavelmente ocorreria alguns anos depois do lançamento do id Tech 5 em alguns jogos comerciais. Mais tarde, durante a QuakeCon 2010, Todd Hollenshead (o CEO na época) anunciou que enquanto a Id Tech 5 poderia ser internamente distribuída para desenvolvedores da Zenimax, o motor não seria disponibilizado para licenciamento.
O motor é multiplataforma o que torna possível renderizar os mesmos modelos em diferentes plataformas sem a necessidade de ser reescrito um novo código para cada sistema. O que reduz a complexidade de tornar o jogo disponível em diversos plataformas.

## Recursos
A demonstração inicial do motor apresentado possuía 20 GB de dados e de textura (usando uma abordagem mais avançada MegaTexture chamada Virtual Texturing, que suporta texturas com resoluções de até 128000x128000 pixels) e um mundo completamente dinâmico.  Esta técnica permite que o motor envie automaticamente o fluxo de texturas para a memória conforme necessário, o que significa que o desenvolvedor não precisa se preocupar com restrições ou limites de memória de textura.  
Uma das características visualmente evidente que o processador irá incluir é uma penumbra na sombra (bordas suaves), usando mapas de sombra (shadow maps).  Em contraste, a id Tech 4, que apresentou uma técnica diferente de sombreamento, tiveram sombras muito bem definidas. O motor também terá numerosos outros efeitos gráficos avançados, tais como materiais diversos para iluminação, renderização high dynamic range, profundidade de campo (depth of field) e motion blur.  O motor também possui suporte a processamento de tarefas simultâneas da CPU, incluindo a lógica do jogo, Inteligência artificial, física e aúdio.

## Jogos que usam id Tech 5
- Rage
- Wolfenstein: The New Order
- Wolfenstein: The Old Blood
- The Evil Within[8]
- Relançamentos de Doom e Doom 2 para PlayStation 3 [9]